# Guarani d'Oeste
Guarani d'Oeste es un municipio brasileño del estado de São Paulo. Se localiza a una latitud 20º04'29" sur y a una longitud 50º20'22" oeste, estando a una altitud de 499 metros. La ciudad tiene una población de 1.970 habitantes (IBGE/2010) y área de 85,5 km². Guarani d'Oeste pertenece a la Microrregión de Fernandópolis.

## Geografía

### Demografía
Datos del Censo - 2010
Población total: 2.556
- Urbana: 2.035
- Rural: 410
- Hombres: 967[5]
- Mujeres: 1.507

Densidad demográfica (hab./km²): 23,03
Mortalidad infantil hasta 1 año (por mil): 15,97
Expectativa de vida (años): 71,17
Tasa de fertilidad (hijos por mujer): 2,39
Tasa de alfabetización: 84,07%
Índice de Desarrollo Humano (IDH-M): 0,757
- IDH-M Salario: 0,666
- IDH-M Longevidad: 0,769
- IDH-M Educación: 0,837

(Fuente: IPEAFecha)

### Hidrografía
- Arroyo Santa Rita
- Arroyo Pádua Diniz

### Carreteras
- SP-543

## Administración
- Prefecto: Marco Antonio del Carmo Caboclo (2005/2008)
- Viceprefecto: Elizabeth Días Costa
- Presidente de la cámara: (2007/2008)

## Religión
El Cristianismo está presente en la ciudad de la siguiente manera:

### Iglesia Católica
La iglesia católica del municipio forma parte de la Diócesis de Jales.

### Iglesia Protestante
En la ciudad están presentes las más diversas creencias evangélicas, principalmente pentecostales, incluidas las Asambleas de Dios de Brasil (la iglesia evangélica más grande del país), Congregación Cristiana, entre otras. Estas denominaciones están creciendo cada vez más en todo Brasil.